# 朱有熅
封丘康懿王朱有熅（1407年—1467年），明朝周藩第一代封丘王，周定王朱橚的庶第十一子。

## 生平
宣德二年（1427年），封封丘王。
正統三年（1467年），朱有熅去世，享年六十一歲，諡號康懿。兩年後，庶長子朱子堼襲爵。

## 家庭

### 妻
- 張氏，指揮僉事張政女，宣德二年（1427年）冊為封丘王妃[1]，景泰三年（1452年）薨[3]

### 子
- 庶長子：鎮國將軍→封丘溫和王朱子堼
- 庶次子：鎮國將軍朱子𪣥，正統十三年（1448年）五月賜名[4]，六月封鎮國將軍[5]，妻龐氏，景泰七年（1456年）三月封夫人[6]
- 庶三子：鎮國將軍朱子㙔，正統十三年（1448年）五月賜名[4]，六月封鎮國將軍[5]，妻趙氏，景泰七年（1456年）三月封夫人[6]
- 庶四子：鎮國將軍朱子坱，景泰六年（1455年）九月賜名[7]，
  - 庶三子：朱同䤳，弘治二年（1489年）八月賜名[8]
  - 庶四子：朱同鏈，弘治十三年（1500年）七月賜名[9]
- 庶五子：鎮國將軍朱子㘦，景泰六年（1455年）九月賜名[7]，天順三年（1459年）賜誥命冠服[10]
  - 第二子：朱同鉑，成化十六年（1480年）四月賜名[11]
  - 庶五子：朱同鈚，弘治三年（1490年）八月賜名[12]
  - 庶六子：朱同鍔，弘治二年（1489年）八月賜名[13]
  - 庶七子：朱同鋦，弘治十年（1497年）八月賜名[14]
- 庶六子：鎮國將軍[來源請求]朱子𪣧，天順五年（1461年）四月賜名[15]
- 庶七子：鎮國將軍朱子墆，成化元年（1465年）六月賜名[16]
  - 第二子：朱同𨰎，成化十六年（1480年）四月賜名[17]
  - 庶四子：朱同鉾，弘治二年（1489年）八月賜名[18]
- 庶八子：鎮國將軍朱子堝，成化元年（1465年）六月賜名[16]
  - 庶次子：朱同鑺，弘治十年（1497年）八月賜名[19]
  - 第三子：朱同鏶，弘治十年（1497年）八月賜名[19]

### 女
- 第一女：陽翟縣主，儀賓王淮[20]